# Golden Star Bank

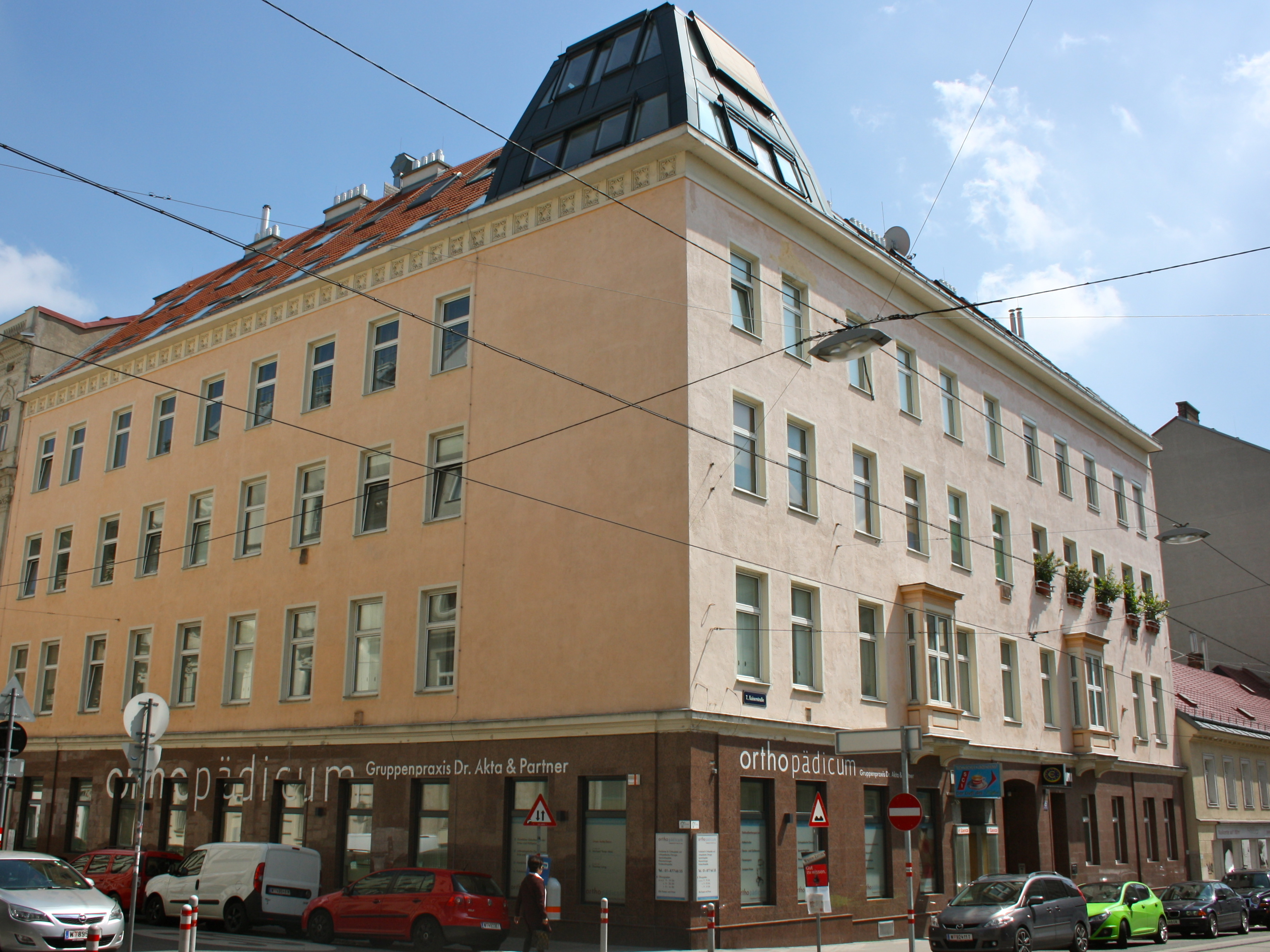
Ảnh chụp vị trí của ngân hàng Golden Star Bank.

Golden Star Bank là ngân hàng cuối cùng của Cộng hòa Dân chủ Nhân dân Triều Tiên ở châu Âu.

## Lịch sử
Ngân hàng này được thành lập vào năm 1982, đặt tại thủ đô Viên nước Áo và thuộc sở hữu của Ngân hàng Taesong. Năm 2003, Bộ Nội vụ Áo công bố một báo cáo cho rằng ngân hàng này đang tham gia vào hoạt động gián điệp, "rửa tiền, phân phối tiền giả và buôn bán bất hợp pháp chất phóng xạ". Ngân hàng này bị đóng cửa vào tháng 6 năm 2004 do bị nghi ngờ rửa tiền và tài trợ cho vũ khí của Bắc Triều Tiên, mặc dù không có đủ bằng chứng để bắt đầu một phiên tòa hình sự. Trong một bức điện ngoại giao, sau đó bị WikiLeaks tiết lộ, Ngoại trưởng Mỹ bày tỏ lo ngại rằng Bắc Triều Tiên có thể đang tìm cách xây dựng một thực thể nhằm thay thế Golden Star Bank ở Thụy Sĩ.